# سیارک ۱۷۶۵۲
سیارک ۱۷۶۵۲ (به انگلیسی: 17652 Nepoti، نامگذاری:1996VQ1) هفده هزار و ششصد و پنجاه و دومین سیارک کشف شده‌است که در ۳ نوامبر ۱۹۹۶ کشف شد.
قدر مطلق سیارک برابر ۱۳٫۵ است.